# Maria Sofia De la Gardie
Maria Sofia De la Gardie, född 1627 i Reval, död 22 augusti 1694 i Stockholm, var en svensk grevinna,  bruksägare, storföretagare och överhovmästarinna. Maria Sofia De la Gardie är främst berömd för sin industriella verksamhet. Hon har kallats Sveriges första kvinnliga storföretagare.
Hon var dotter till Jakob De la Gardie (1583–1652) och Ebba Magnusdotter Brahe (1596–1674), syster till Magnus Gabriel De la Gardie och Christina Catarina och gift med Gustaf Gabrielsson Oxenstierna af Croneborg. Så som var vanligt för kvinnliga medlemmar av adeln på den tiden, fortsatte hon att använda sitt eget namn även efter sitt giftermål.

## Bakgrund
Maria Sofia De la Gardie föddes i Reval i Svenska Estland, där fadern var guvernör. Hon gifte sig i Stockholm 12 februari 1643 vid 16 års ålder med sin faster Brita De la Gardies styvson Gustaf Oxenstierna, som kom att efterträda hennes far på guvernörsposten i Reval. Gustaf Oxenstierna var brorson till Axel Oxenstierna, som var Sveriges regent under drottning Kristinas förmyndarregering. Under äktenskapet fick hon ofta ta ansvaret för makens gods under hans frånvaro.
Vid makens död 1648 blev hon ensam förvaltare för sina två omyndiga döttrars förmögenhet. Han stupade någonstans i Tyskland. Hon fick från 1652 dessutom ansvaret för den egendom hon ärvde efter sin far, och blev därmed en av Sveriges största godsägare.

## Hovkarriär
Maria Sofia De la Gardie fick efter makens död en del privilegier av drottning Kristina. Hon mottog fyra nådeår och en pension, vilket löste hennes ekonomi. Hon mottog också titeln grevinna genom att hennes make postumt fick titeln greve, för att hon skulle slippa ge företräde åt grevinnorna vid hovet. Hon blev sedan år 1651 utnämnd till först hovmästarinna, och senare samma år till överhovmästarinna.
Det är okänt om de många ynnestbevisen från monarken berodde på att hon personligen var omtyckt av Kristina, eller om det berodde på hennes bror, Kristinas gunstling Magnus Gabriel, som hon stod mycket nära. Maria Sofia stod på Magnus Gabriels sida då han senare hamnade i onåd hos Kristina, men det tycks inte ha påverkat varken hennes ställning eller hans onåd. Hon mottog ofta Kristina som gäst på Tyresö, där denna tyckte om att bedriva älgjakt.
Maria Sofia De la Gardie beskrivs som en strålande skönhet, kraftfull, impulsiv och temperamentsfull till sin personlighet och begåvad: hon talade flytande tyska och franska och var en flitig brevskrivare, men hon stavade dåligt.
Danmarks ambassadör vid svenska hovet rapporterade i november 1649 om ett ryktat giftermål mellan Sveriges tilltänkta tronarvinge, den blivande Karl X Gustav, och Maria De la Gardie. Den 31 januari 1652 skrev hennes mor Ebba Brahe om saken i ett brev till Margareta Boije Forbus: "mäd Maria ågh härtigken är än ovist, då jagh någhe förnimmer skal min k. dåter som en af hänas nämsta kärasta förvanter är få först vetat." Detta har bedömts som ett rykte utplanterat av Kristina, som ville avleda sådana planer mot henne själv. I verkligheten anses dessa rykten ha varit ogrundade. Däremot förekom det allvarliga planer om äktenskap mellan hertig de Croÿ och henne, och denne kan ha förväxlats med Karl Gustav eftersom de båda omnämns enbart som "hertigen".  Hon valde dock i slutändan att inte gifta om sig.

## Industriell verksamhet

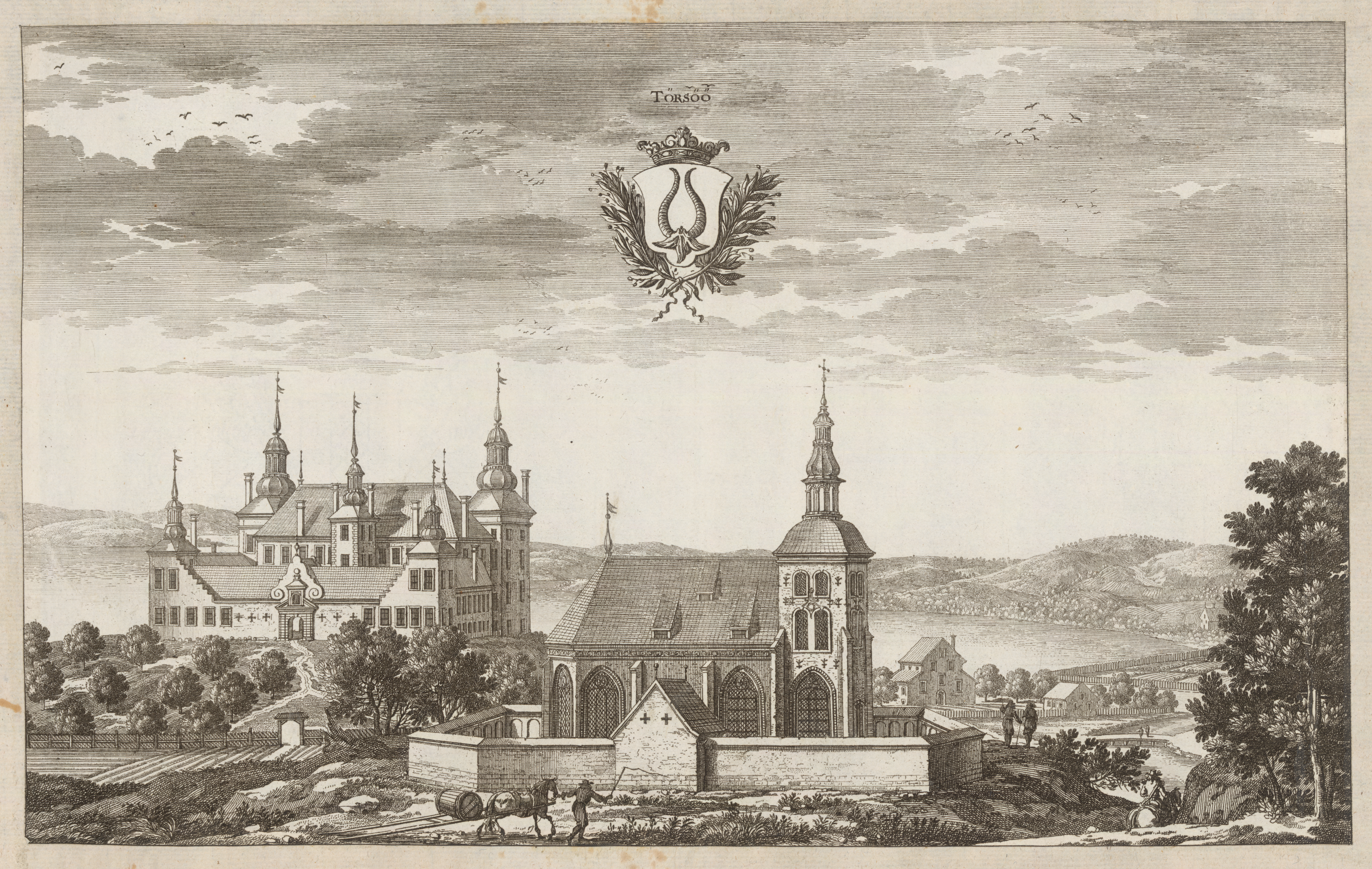
Tyresö slott och kyrka av Erik Dahlbergh 1661.

De la Gardie var bosatt på Tyresö slott, som hon ärvt vid makens död 1648. Där bedrev hon stor industriell verksamhet. Hon styrde jordbruk från båda sidor om Östersjön och intresserade sig för nya brukningsmetoder, boskapsavel och trädgårdsskötsel. Uppmuntrad av brodern Magnus Gabriel gjorde hon en studieresa till Nederländerna för att studera näringslivsfrågor. Hennes mest framgångsrika företag var textilindustrin, som drevs med energin från Nyfors och andra vattenfall vid Tyresö. Med hjälp av entreprenörer och yrkeskunniga anställda arbetade hon där på 1670-talet upp en storproduktion av tyg och kläde som hon sålde till armén. Vidare bedrev hon vantmakeri, mässingsbruk, oljeslageri m.m.
Under 1650-talet bedrev hon bankverksamhet, något som under den tiden var vanligt för enskilda personer, i konkurrens med Palmstruchska banken, där hon lånade upp pengar för att sedan låna summorna vidare själv, något som initialt var fördelaktigt men sedan ledde till att banken kunde beslagta och sälja hennes säkerhet.
Maria Sofia De la Gardie understödde försvenskningspolitiken i Skåne, där hon förvärvade gods sedan detta landskap år 1658 hade blivit svenskt. 1667 köpte hon bland annat Krapperup samt stenkolsbrott i närheten och började där en rationell gruvdrift. Hon lät bryta stenkol i Skåne som såldes till fyrmyndigheterna och exporterades. Hon initierade även skeppsbyggnation och timmer- och spannmålsexport, anlade pappersbruk och drev tillverkning av linolja.
De la Gardie var inblandad i en del framgångsrika processer mot fogdar och förvaltare.
Under Häxprocessen i Katarina i Stockholm 1676 anklagades hon, såväl som Maria Eufrosyne av Pfalz av en "cörperligen besatt piga", Lisbeth Carlsdotter, för att ha stämplat mot kungen med Satans hjälp, något som dock snabbt avvisades av Riksrådet.

## Reduktion
Vid Karl XI:s reduktion drogs en stor del av både hennes och hennes brors tillgångar in till kronan och hennes förmögenhet skingrades, något hon tog mycket hårt.
De la Gardie klagade i ett brev över reduktionen och kallade det "orättvist och obarmhärtigt" att "min bror (dvs Magnus Gabriel) skulle mista i Livland det min salig herr far själv tagit av fienden, polacken, och därtill hela Ingermanland, som min salig herr far låtit komma till Sverige. O otacksamma ständer och folk, som en så ärlig man har med liv och blod tjänt".